# Ренан Диниз
Ренан Соуза Диниз (порт. Renan Souza Diniz; 27 февраля 1993 года, Сан-Паулу) — бразильский футболист, играющий на позиции защитника. Ныне выступает за турецкий клуб «Аданаспор».

## Клубная карьера
Ренан Диниз был игроком бразильских клубов «Санту-Андре», «Риу-Клару», «Оэсте», «Ред Булл» и «Брагантино». В составе «Риу-Клару» он сделал дубль в домашнем поединке против «Сантоса», проходившем в рамках чемпионата штата Сан-Паулу 2014 года.
В начале июля 2016 года Ренан Диниз перешёл в турецкий клуб «Аданаспор». 19 августа 2016 года он дебютировал в турецкой Суперлиге, в домашнем матче с «Бурсаспором». В этом же поединке он забил свой первый гол и первый гол турецкой Суперлиги сезона 2016/17.